# 差異自轉
差異自轉（英語：differential rotation），又名差動自轉。是指一个天体在自转时不同部位的角速度互不相同的现象。差異自轉在大多数非固体的天体中存在，比如星系、恒星、巨型气体行星等等；太陽系內則在太陽、木星和土星的表面出現。

## 歷史
據歷史記載，伽利略·伽利萊在觀測太陽黑子時首度察覺到此一現象，成為第一位觀察到差異自轉者。而後，克里斯托夫·賽因那(Christoph Scheiner)於1630年左右指出太陽在極區與赤道區的自轉週期差異，與現今觀測結論並無太多差別。

## 成因
星體的自轉來自於其在前恆星(prestellar)的吸積階段(accretion phase)，以及對角動量的守恆而來。而差異自轉的成因主要來自於星體自身結構內部的對流；由於恆星內部有溫度梯度等影響，對流會使得內部及外部的物質進行類似置換的動作，而小區塊物質本身帶有恆星的部份角動量，不同區域的對流造成了恆星內部角速度分佈的重新配置，而形成了差異自轉的現象。需要注意的是，有時恆星風也是恆星損失角動量的來源。

## 银河系的差異自转
盘状星系不像固体一样旋转，但会发生差異自转。星系旋转速度随半径的变化关系称为旋转曲线，它通常被看作是对星系质量轮廓的一种测量：
{\displaystyle v_{c}(R)={\sqrt {\frac {GM(<R)}{R}}}}
其中
- {\displaystyle v_{c}(R),} 是半径 {\displaystyle R} 处的旋转速度
- {\displaystyle M(<R),} 是半径 {\displaystyle R} 以内包含的总质量

## 延伸阅读
- Annu. Rev. Astron. Astrophys. 2003. 41:599-643 doi:10.1146/annurev.astro.41.011802.094848 "The Internal Rotation of the Sun"
- David F. Gray, Stellar Photospheres; The Observations and Analysis of: Third Edition, chapter 8, Cambridge University Press, ISBN 978-0-521-85186-2